# Memorandum di Budapest
Il memorandum sulle garanzie di sicurezza in relazione all'adesione dell'Ucraina al trattato di non proliferazione delle armi nucleari, più comunemente noto come  memorandum di Budapest dal nome della capitale ungherese in cui fu firmato, è un accordo, siglato il 5 dicembre 1994 e registrato il 2 ottobre 2014, tra Russia, Stati Uniti, Regno Unito e Ucraina, con il quale quest'ultima, aderendo al trattato di non proliferazione nucleare, col protocollo di Lisbona del 23 maggio 1992 ufficializzò la consegna delle armi nucleari presenti sul territorio dopo lo scioglimento dell'URSS.
Con tale memorandum l'Ucraina ottenne assicurazioni da parte della Russia e degli altri firmatari circa la propria sicurezza, indipendenza e integrità territoriale.
Nonostante la denuncia da parte del governo di Kiev della violazione del memorandum da parte di Mosca fin dall'invasione russa della Crimea nel 2014, non vi è convergenza sulla natura delle conseguenze di tale violazione, in quanto né gli Stati Uniti promisero esplicitamente sostegno illimitato né garanzie d'intervento diretto, né il Regno Unito ritenne vi fossero gli estremi per il casus foederis.
L'accordo venne definitivamente violato dalla Russia con l'invasione su larga scala dell'Ucraina del 2022.

## Storia
Fino a quando l'Ucraina non ha rinunciato alle armi nucleari di istanza sul suo territorio, aveva la terza scorta di armi nucleari più grande del mondo, di cui l'Ucraina aveva il controllo fisico ma nessun controllo operativo. La Russia deteneva e controllava i codici necessari per far funzionare le armi nucleari attraverso un Permissive Action Link e il suo sistema di comando e controllo russo. Formalmente, queste armi erano controllate dalla Comunità degli Stati Indipendenti. La Bielorussia aveva solo lanciamissili mobili e il Kazakistan aveva scelto di cedere rapidamente le sue testate nucleari e i suoi missili alla Russia.

## Contenuto dell'accordo
Il memorandum, nella sua premessa, recita che l'Ucraina aderisce al trattato Start (col protocollo di Lisbona del 23 maggio 1992), quale stato non nucleare ("non nuclear weapon state"), si impegna a eliminare ( "eliminate") gli armamenti nucleari dal proprio territorio e, non potendo provvedere alla loro distruzione per mancanza di fondi, trasferisce detti armamenti alla Federazione Russa; il provvedimento viene ufficializzato dal Consiglio Supremo e la Rada il 16 novembre 1994. 
Il corpo del memorandum, articolato in 6 punti, prevede che la Russia, gli Stati Uniti e il Regno Unito concordano di:
- rispettare l'indipendenza e la sovranità ucraina entro i suoi confini dell'epoca;
- astenersi dalla minaccia o dall'uso della forza contro l'integrità territoriale e l'indipendenza politica dell'Ucraina, eccettuato il caso dell'autodifesa e comunque in accordo con la Carta dell'ONU;
- astenersi dall'utilizzare pressioni economiche sull'Ucraina per influenzare la sua politica;
- impegnarsi a richiedere un'azione del Consiglio di sicurezza delle Nazioni Unite per portare assistenza all'Ucraina nel caso in cui la stessa fosse vittima o oggetto di minaccia di un atto di aggressione con l'utilizzo di armi nucleari;
- astenersi dall'usare armi nucleari contro l'Ucraina, eccettuato il caso in cui sia l'Ucraina stessa, in collaborazione o alleanza con uno Stato dotato di armi nucleari, ad attaccare uno degli altri Stati firmatari, i suoi territori o quelli da esso dipendenti, le sue forze armate o i suoi alleati;
- inoltre, Ucraina, Russia, Stati Uniti e Regno Unito si impegnano a consultare le altre parti interessate ove insorgessero situazioni che potrebbero sollevare un problema in relazione a tali impegni.[6]

## Effetti
Durante la crisi di Crimea del 2014, l'Ucraina fece riferimento a questo memorandum per ricordare alla Russia che si era impegnata a rispettare i confini ucraini e agli altri firmatari che ne sono garanti che l'invasione russa della penisola violerebbe i suoi obblighi nei confronti dell'Ucraina ai sensi del memorandum ed era in palese violazione della sovranità e dell'integrità territoriale dell'Ucraina.
Secondo la Russia, invece, il memorandum, non essendo stato ratificato, non era giuridicamente vincolante, potendo essere considerato unicamente come un documento diplomatico contenente uno scambio di promesse fra le parti. Inoltre, gli impegni presi dalla Russia con lo stesso documento non potevano essere applicati al regime succeduto alla deposizione violenta del presidente Viktor Janukovyč. Infatti, dalla rivoluzione ucraina sarebbe scaturito un nuovo Stato con il quale la Russia non aveva firmato accordi legalmente vincolanti. Infine, il memorandum era già stato violato dall'Ucraina quando, nel 1995, aveva abolito la costituzione del 1992 della Repubblica autonoma di Crimea con atto unilaterale, senza prima consultarsi con gli altri Stati firmatari, come invece esplicitamente previsto dall'ultimo punto dello stesso. 
Successivamente al memorandum, il trattato di amicizia russo-ucraino del 1997 stabiliva l'inviolabilità dei confini esistenti, il rispetto dell'integrità territoriale e l'impegno reciproco a non utilizzare il proprio territorio per nuocere alla sicurezza dell'altro; anche se Russia e Ucraina, di fatto, non avevano fissato materialmente un confine e il trattato stesso, inoltre, non venne poi ratificato dalla Russia. Il trattato sul confine di Stato russo-ucraino del 2003, firmato dall'allora presidente Kuchma e da Vladimir Putin, stabiliva che il confine russo-ucraino sarebbe stato definito "seguendo la linea che divide i territori statali delle parti del Trattato dal punto in cui i confini statali di Ucraina, Russia e Bielorussia si incontrano fino a un punto situato sulla costa del Golfo di Taganrog". La Russia, inoltre, riconobbe i confini ucraini esistenti e la loro inviolabilità al momento della costituzione della Comunità degli Stati Indipendenti nell'ambito del Commonwealth così formatosi.
Il Memorandum di Budapest venne ulteriormente violato dalla Russia quando quest'ultima invase l'Ucraina nel febbraio del 2022.